# Nancy Pazos
Nancy Jacqueline Pazos (Ciudad de Buenos Aires, Argentina, 27 de abril de 1968) es una periodista y conductora de radio y televisión argentina.
En la actualidad conduce "El amor es más fuerte", de 13 a 15 hs por Radio 10 y "IA - Inteligencia Artesanal" por C5N.
Además es panelista y columnista de política en diversos medios de radio y TV.

## Biografía
Nació y creció en el barrio porteño de Villa Soldati y desde los 18 años que se vincula al periodismo. Estudió Comunicación Social en paralelo a desarrollar su actividad y crecer en la profesión en diversos medios de comunicación.

## Trayectoria
A lo largo de su carrera se ha destacado en diversos trabajos tanto en prensa gráfica como radio y televisión:

## Radio
| Año       | Título                | Radio                     | Rol           |
| --------- | --------------------- | ------------------------- | ------------- |
| 1998-2000 | Turno Tarde           | Radio Mitre               | Conductora    |
| 2001-2004 | Rapidísimo            | Radio Uno/Radio Rivadavia | Co-Conductora |
| 2005-2006 | 6 a 9                 | FM - Radio Latina         | Conductora    |
| 1998-2000 | Turno Tarde           | Radio Mitre               | Conductora    |
| 2014-2017 | Ruleta Rusa           | Radio Uno                 | Conductora    |
| 2018-2021 | Ruleta Rusa           | Rock & Pop                | Conductora    |
| 2022-2023 | Ruleta Rusa           | Metro 95.1                | Conductora    |
| 2024      | Ruleta Rusa           | Mega 98.3                 | Conductora    |
| 2025      | El amor es más fuerte | Radio 10                  | Conductora    |

## Medios gráficos
- Revista "El Porteño" - Colaboradora (1987-1989)
- Página 12 - Colaboradora (1988-1989)
- Diario Sur - Redactora Política (1989-1991)
- El Cronista Comercial - Redactora Política (1990-1991)
- Clarín - Redactora Política y columnista (1991-2002)
- Revista Viva - Columnista (2000-2002)
- Diario MDZ - Columnista política (2006-2008)

## Televisión
| Año       | Título                             | Canal                | Personaje                  |
| --------- | ---------------------------------- | -------------------- | -------------------------- |
| 1992-1995 | Ruleta Rusa                        | El Canal de la Mujer | Conductora                 |
| 2002      | Polémica en el Bar - Cupo Femenino | Canal 9              | Columnista                 |
| 2006      | Showmatch                          | Canal 13             | Conductora Cámara Sorpresa |
| 2006      | Noticiero Medianoche               | Canal 9              | Conductora                 |
| 2012      | Marcapazos                         | Ciudad Magazine      | Conductora                 |
| 2020-2022 | Flor de equipo                     | Telefe               | Panelista                  |
| 2022-Hoy  | A la Barbarossa                    | Telefe               | Panelista                  |
| 2025      | IA - Inteligencia Artesanal        | C5N                  | Conductora                 |

## Vida Personal
Estuvo en pareja durante veinte años con el político Diego Santilli, con quien tuvo tres hijos.